# Michelle Akers
Michelle Anne Akers (Santa Clara (Californië), 1 februari 1966) is een voormalig voetbalster uit de Verenigde Staten, die speelde als aanvallende middenvelster. Ze wordt beschouwd als een van de beste speelsters aller tijden en werd meermalen onderscheiden door de FIFA.
Akers speelde in totaal 153 officiële interlands voor de Verenigde Staten en scoorde 105 keer voor haar vaderland gedurende de periode 1985–2000. Ze was met tien treffers topscorer van het WK 1991 in China, waar Team USA de allereerste wereldtitel uit de geschiedenis opeiste door in de finale met 2-1 te winnen van Noorwegen. Akers nam beide treffers voor haar rekening in die wedstrijd. Vijf jaar later maakte Akers deel uit van de nationale vrouwenselectie van de Verenigde Staten, die in Atlanta voor eigen publiek olympisch kampioen werd. Haar laatste internationale triomf was de wereldtitel in 1999 in eigen land. Akers werd driemaal uitgeroepen tot Amerikaans voetballer van het jaar.
In maart 2004 waren Akers en haar collega Mia Hamm de enige twee vrouwen en de enige twee Amerikanen, die voorkwamen op de FIFA 100, een lijst van de 125 beste levende voetballers, geselecteerd door Pelé en daarbij bijgestaan door de FIFA voor hun honderdste verjaardag.
- Gemeinsame Normdatei: 1167360826
- International Standard Name Identifier: 0000 0000 8479 7379
- Library of Congress Control Number: n99285855
- Virtual International Authority File: 117272681
- WorldCat: E39PBJrKRhxjGkDc6YFJm93qQq